# Regeringsformatie België 1945
Na de val van de regering-Pierlot VII op 7 februari 1945 ging de formatie van een nieuwe Belgische regering van start. De formatie duurde 6 dagen en leidde tot de vorming van de regering-Van Acker I.

## Verloop van de formatie

### Aanloop naar de formatie

Hubert Pierlot.

Na de Bevrijding in september 1944 was de regering-Pierlot VI (bestaande uit het Katholiek Blok, de socialistische BSP-PSB, de Liberale Partij en de communistische KPB-PCB) samengesteld. Nadat de communisten in november 1944 de regering verlieten uit onvrede met de ontwapening van het verzet, vervelde Pierlot VI tot Pierlot VII. 
Er was heel wat ongenoegen over de regeringen-Pierlot VI en -VII. De belangrijkste functies binnen de regeringen werden bezet door politici die tijdens de Tweede Wereldoorlog in Londen hadden verbleven, zoals premier Hubert Pierlot (katholiek), minister van Financiën Camille Gutt (onafhankelijk) en minister van Buitenlandse Zaken Paul-Henri Spaak (PSB). Deze ministers kregen het verwijt dat ze tijdens de oorlog de voeling met de publieke opinie waren verloren en te weinig begrip toonden voor de problemen en noden van de bevolking. In de maanden na de oorlog bleef de bevoorrading van voedsel en grondstoffen voor de economische productie moeilijk verlopen, een situatie die slechts geleidelijk verbeterde, waardoor de bevolking nog lange tijd rantsoeneringen kreeg opgelegd. Ook werd de regering erg bekritiseerd voor haar financiële en fiscale politiek, zoals de uitvoering van de Operatie Gutt, die nodig was om de geldhoeveelheid, die tijdens de oorlog enorm was gestegen, in te krimpen en prijsstijgingen tegen te gaan.
Op 1 februari 1945 besliste het partijbureau van de BSP-PSB om de regering-Pierlot VII niet langer te ondersteunen en werd de socialistische ministers opgedragen om hun ontslag in te dienen. Op 6 en 7 februari vond in de Kamer een debat over de toekomst van de regering van start, waarin alle partijen aangaven dat het tijd was dat politici die de oorlog in België waren gebleven het land zouden besturen. Na afloop van het debat ging Pierlot op 7 februari 1945 het ontslag van de regering aanbieden aan prins-regent Karel, die het ontslag aanvaardde. Dezelfde dag nog begon het staatshoofd met consultaties en ontving hij naast Pierlot ministers Gutt en Spaak en de socialistische fractieleider in de Kamer, Frans Fischer.

### Formateur Achiel Van Acker (8 februari - 12 februari 1945)

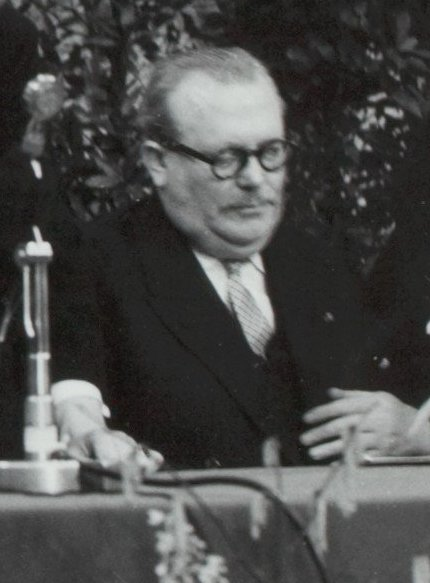
Achiel Van Acker.

Op 8 februari werd minister van Arbeid en Sociale Voorzorg Achiel Van Acker (BSP), die in de vorige regering de verplichte sociale zekerheid had ingevoerd, door de prins-regent aangesteld tot formateur. Het was Van Ackers doel om een regering van nationale eenheid te vormen en daarom raadpleegde hij zowel katholieke, socialistische, liberale als communistische politici. De leiding van het Katholiek Blok stelde echter een veto tegen regeringsdeelname voor de communisten, terwijl de socialisten vonden dat de KPB-PCB deel moest uitmaken van de regering. Nadat Van Acker een regering zonder de katholieken dreigde te vormen, schoof het Katholiek Blok haar bezwaren tegen communistische regeringsdeelname opzij. Op 11 februari ging een katholieke delegatie bestaande uit Kamerfractieleider Henri Carton de Wiart, Kamervoorzitter Frans Van Cauwelaert, Kamerlid Charles du Bus de Warnaffe en senator Edgard De Bruyne aan de formateur meedelen dat hun partij op basis van het programma van Van Acker wilde toetreden tot een regering van nationale eenheid. Dezelfde avond nog maakte Van Acker de samenstelling van zijn regering bekend en op 12 februari legden de 18 ministers van de regering-Van Acker I de eed af bij de prins-regent.
De regering telde maar liefst dertien nieuwe ministers en van de regeringsleden die tijdens de oorlog in Londen hadden verbleven bleef enkel Paul-Henri Spaak over. Op 14 februari las Van Acker in het parlement de regeerverklaring voor. De belangrijkste punten daarvan waren: de opvoering van de productie van steenkool, de verdere uitwerking van de sociale zekerheid, de aanpak van de werkloosheid, de aanpak van de zwarte markt om de ravitaillering te verzekeren, de voortzetting van het financiële en fiscale beleid van de vorige regering, maatregelen tegen economische en administratieve collaborateurs en het behoud van de vriendschappelijke betrekkingen met de geallieerden. Op 15 februari schonk de Kamer haar vertrouwen aan de regering, een dag later deed de Senaat hetzelfde.

## Aanloop tot de Koningskwestie

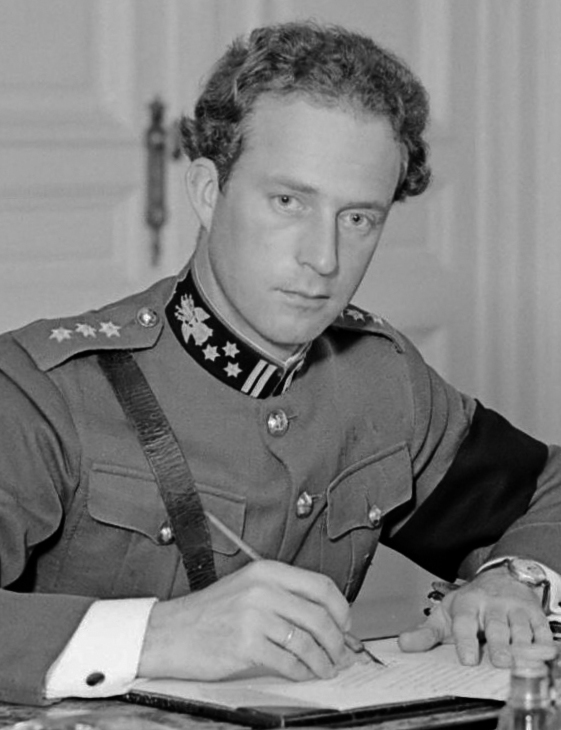
Koning Leopold III.

Tijdens de regeerperiode van de regering-Van Acker I barstte de Koningskwestie los, dat de Belgische politiek tot 1950 zou domineren. Deze kwestie draaide rond de vraag of koning Leopold III mocht terugkeren naar België, na zijn omstreden houding tijdens de Tweede Wereldoorlog. De kiemen van dit conflict werden gezaaid bij de uitbraak van de oorlog in mei 1940, toen er tussen de koning en de regering-Pierlot een conflict over de oorlogsstrategie ontstond. De regering wilde de strijd tegen de Duitsers voortzetten en vroeg de koning daarom om hen naar het buitenland te vergezellen. De koning daarentegen meende dat de Duitsers de oorlog hadden gewonnen en verdere strijd om die reden nutteloos was. Op 28 mei 1940 ondertekende de koning de overgave van het Belgische leger en beschouwde hij zichzelf vanaf dan als krijgsgevangene van de Duitsers. De regering was het niet eens met de beslissing van de koning en tijdens een bijeenkomst van het Belgische parlement in het Franse Limoges werd de houding van Leopold III in scherpe bewoordingen afgekeurd en werden hem zijn grondwettelijke bevoegdheden ontnomen, omdat hij volgens de regering niet meer in staat was om te regeren. De koning was hier zeer verontwaardigd over en weigerde de regering-Pierlot nog langer te erkennen. De volgende jaren had de koning dan ook geen contact meer met de regering, die zich uiteindelijk in Londen vestigde.
Op 19 november 1940 had Leopold III in Berchtesgaden een ontmoeting met de Duitse Führer Adolf Hitler om de toekomst van België in een door Duitsland gedomineerd Europa te bespreken, alsook de terugkeer van de Belgische krijgsgevangenen naar België en de verbetering van de voorwaarden voor voedselbedeling. De onderhandelingen leverden niets op, maar zouden Leopold III later zwaar aangerekend worden. Ook het huwelijk van de koning met Lilian Baels in 1941 was omstreden, omdat hun kerkelijk huwelijk voor hun burgerlijk huwelijk was voltrokken, wat in strijd was met de grondwet. In januari 1944 stelde Leopold III tevens een Politiek Testament op, dat gepubliceerd moest worden als hij zich bij de bevrijding door de geallieerde troepen niet in België zou bevinden. Daarin eiste hij excuses van de regering in ballingschap voor de gebeurtenissen van mei 1940 en repte hij met geen woord over de geallieerden, de verzetsstrijders en de slachtoffers van het naziregime. Enkele maanden voor de bevrijding van Brussel in september 1944 werd Leopold III met zijn gezin weggevoerd naar Duitsland, waardoor de regering en de geallieerden na de bevrijding zijn Politiek Testament onder ogen kregen en de vraag werd gesteld wat er moest gebeuren als de koning bevrijd zou worden. Zolang de koning in Duitse gevangenschap bleef, functioneerde zijn broer Karel als prins-regent. 
Op 7 mei 1945, een dag voor de capitulatie van Duitsland, werden Leopold III en zijn gezin in het Oostenrijkse Strobl bevrijd door Amerikaanse troepen en kwam de Koningskwestie echt op gang. Het Katholiek Blok eiste dat de koning onvoorwaardelijk terugkeerde en automatisch in zijn grondwettelijke bevoegdheden werd hersteld, terwijl de socialisten, communisten en liberalen zich daar tegen verzetten. Premier Van Acker werkte een plan uit om de koning terug te halen naar België, op voorwaarde dat hij een toespraak hield waarin hij zijn waardering voor het verzet en de geallieerden uitsprak, zich ontdeed van enkele omstreden raadgevers en Lilian Baels in de eerste maanden niet in het openbaar verscheen. Op 9 mei vertrok een delegatie bestaande uit prins-regent Karel, premier Van Acker, ministers Charles du Bus de Warnaffe (katholiek), Léon Mundeleer (liberaal) en Edgard Lalmand (communist) naar Oostenrijk om de terugkeer van de koning voor te bereiden. Later sloot minister van Buitenlandse Zaken Paul-Henri Spaak (socialist) zich bij hen aan. De koning weigerde het voorstel van Van Acker te aanvaarden en werd tevens ziek, waardoor er voorlopig geen sprake was van een terugkeer. Op 12 mei keerde de delegatie terug naar België en werd beslist dat Karel voorlopig regent zou blijven. Ondertussen verhardde de discussie rond de terugkeer van Leopold III en eisten de socialisten, liberalen en communisten het aftreden van de koning. Op 14 juni gaf hij aan dat hij was genezen en wilde terugkeren naar België, onder de voorwaarden die Van Acker had gesteld. 

## Val van de regering-Van Acker I
Twee dagen later werd in de regering vergaderd over Leopolds mededeling. De liberale ministers Léon Mundeleer (Defensie) en Adolphe Van Glabbeke (Binnenlandse Zaken) verklaarden dat ze niet konden instaan voor de ordehandhaving als het bij de terugkeer van de koning tot onlusten zou komen en werden daarin gesteund door de socialisten en de communisten, terwijl de katholieke ministers hun verantwoordelijkheid wilden nemen voor de terugkeer van de koning. Hierop bood Van Acker het ontslag van zijn regering aan en drong hij erop aan dat de koning een regering zou vormen die zijn terugkeer naar België mogelijk moest maken.
Op 22 juni 1945 begon de koning in Salzburg met consultaties om een regering te vormen. Hij raadpleegde volgende personen:
- op 22 juni: Kamervoorzitter Frans Van Cauwelaert, Senaatsvoorzitter Robert Gillon, Walter Ganshof van der Meersch, auditeur-generaal bij het Militair Gerechtshof, Jacques Pirenne, secretaris van de koning, en Louis Fredericq, kabinetschef van de koning.[11]
- Op 24 en 25 juni: Jacques Cox, rector van de Université Libre de Bruxelles, Frans van den Dungen, voormalig rector van de ULB, Honoré Van Waeyenbergh, rector van de Katholieke Universiteit Leuven, voormalig minister Paul Tschoffen (katholiek), Joseph Bondas, algemeen secretaris van de socialistische vakbond ABVV en Emile de Cartier de Marchienne, de Belgische ambassadeur in Londen.[12]
- Op 26 juni: Senaatsfractieleiders Romain Moyersoen (katholieken), Paul Henricot (liberalen) en Emile Vinck (socialisten), Kamerfractieleiders Henri Carton de Wiart (katholieken) en Victor Maistriau (liberalen), LP-voorzitter Roger Motz en gewezen senator Louis de Brouckère (PSB).[13]
- Op 28 juni: Frans Fischer, voorzitter van de socialistische Kamerfractie, oud-ministers Julius Hoste (LP) en Maurice Verbaet (katholiek), Léon Cornil, procureur-generaal van het Hof van Cassatie, Raoul Hayoit de Termicourt, advocaat-generaal van het Hof van Cassatie, René Marcq, stafhouder van het Hof van Cassatie en een aantal andere magistraten.[14]
- Op 2 juli: gewezen ministers Paul van Zeeland (katholiek), Albert Devèze (liberaal), Charles De Visscher (katholiek) en Joseph Pholien (katholiek).[15]

Op 4 juli deelde premier Van Acker in de ministerraad mee dat er nieuwe bezwarende documenten waren opgedoken over de ontmoeting van koning Leopold III met Hitler en zijn wegvoering naar Duitsland. Op 7 juli vertrokken Van Acker en de katholieke minister Charles du Bus de Warnaffe naar Oostenrijk om opheldering te vragen over deze documenten. In de week die volgde werden ook prins-regent Karel, Kamervoorzitter Van Cauwelaert, Senaatsvoorzitter Gillon en minister van Buitenlandse Zaken Paul-Henri Spaak ontboden. Nadat Van Acker en de anderen op 15 juli opnieuw aankwamen in België, maakte de premier bekend dat de koning geen troonsafstand wilde doen en voorlopig niet zou terugkeren naar België, omdat hij had ondervonden dat het onmogelijk was om een meerderheidsregering te vormen die zijn terugkeer mogelijk kon maken. Hierdoor zou volgens Van Acker een parlementair debat over de Koningskwestie onvermijdelijk zijn. Tevens werd het ontslag van de regering-Van Acker I ingetrokken door de prins-regent.
De volgende dag vond er een ministerraad plaats over de mededeling van de koning. De socialisten, communisten en liberalen eisten dat de koning troonsafstand zou doen, anders zou in het parlement een debat over de Koningskwestie worden georganiseerd. De katholieken vonden dat de linkse partijen een ongrondwettelijke positie innamen en de volgende dag boden de katholieke ministers hun ontslag aan. Dit ontslag werd echter in beraad gehouden. 

## Vorming regering-Van Acker II
Dezelfde dag nog keurde het parlement een wetsontwerp goed, waarbij de Kamers mochten beslissen wanneer het einde van de onmogelijkheid voor de koning om te regeren kon worden vastgesteld, en op 20 juli ging in het parlement een debat over de Koningskwestie van start. Daarbij bleek nogmaals dat de katholieken enerzijds en de liberalen, socialisten en communisten anderzijds lijnrecht tegenover elkaar stonden. Na afloop van het debat werd op 26 juli door de linkse partijen een motie goedgekeurd waarin het vertrouwen in de regering werd herbevestigd. Twee dagen later, op 28 juli, vroeg Van Acker aan de katholieke ministers om in de regering te blijven, waarbij een nieuwe regeringsverklaring zou worden opgesteld. Op 31 juli beslisten de parlementaire fracties van de katholieken het voorstel van Van Acker te verwerpen en in de oppositie te zetelen. Vervolgens onderhandelde Van Acker met de socialisten, communisten, liberalen en vertegenwoordigers van de progressief-katholieke UDB van voormalig minister Antoine Delfosse over de herschikking van de regering. De volgende dag maakte Van Acker de samenstelling van de regering-Van Acker II bekend, die net als de vorige regering 18 leden telde. De zes katholieke ministers werden vervangen door twee liberalen, twee onafhankelijken en twee leden van de UDB, die op 2 augustus de eed aflegden. Op 7 augustus las premier Van Acker in Kamer en Senaat de regeerverklaring van de nieuwe regering voor. De meeste punten van het vorige regeringsprogramma werden overgenomen, alleen werd beslist om een strenger Repressiebeleid te voeren ten aanzien van economische en administratieve collaborateurs. Ook zou de regering nieuwe parlementsverkiezingen voorbereiden, die in februari 1946 zouden plaatsvinden. De discussie over de Koningskwestie werd in de koelkast gestopt en zou pas na de verkiezingen van 1949 opnieuw aan bod komen. Op 8 augustus gaf de Kamer het vertrouwen aan de nieuwe regering, op 10 augustus deed de Senaat hetzelfde.
1919 · 1920 · 1921 · 1923 · 1924 · 1925 · 1926 · 1927 · 1929 · 1931 · mei 1932 · okt. 1932 · dec. 1932 · jun. 1934 · nov. 1934 · 1935 · 1936 · 1937 · 1938 ·  feb. 1939 · apr. 1939 · 1940 · 1944 · 1945 · feb-mrt 1946 · jul-aug 1946 · 1947 · 1948 · 1949 · jun 1950 · aug 1950 · 1952 · 1954 · jun. 1958 · nov. 1958 · 1961 · 1965 · 1966 · 1968 · 1971/72  · 1972/73 · 1974 · 1977 · 1978 · 1978/79 · apr.-mei 1980 · okt. 1980 · apr. 1981 · nov.-dec. 1981 · 1985 · oktober 1987 · 1987/88 · 1991/92 · 1995 · 1999 · 2003 · 2007 · 2008 · 2010/11 · 2014 · 2019/20 · 2024/25